# Kollinkofel
Der Kollinkofel, auch Kollinspitze (ital.: Creta di Collina) genannt, ist ein, laut deutschsprachiger Literatur 2691, laut italienischen Angaben 2689 Meter hoher Berg in den östlichen Karnischen Alpen, einem Gebirgszug in den Südlichen Kalkalpen. Er ist der östliche Endpunkt des Kellerwandgrats, der hier den Karnischen Hauptkamm bildet. Der Gipfel liegt genau auf der Staatsgrenze zwischen Italien, Region Friaul-Julisch Venetien, und Österreich, Bundesland Kärnten. Von Südosten her gesehen hat der Berg eine mächtige, dominante Erscheinung. Er besteht aus hellem Kalkstein des Devon, einer Periode des Erdzeitalters Paläozoikum.

## Lage
Laut Alpenvereinsführer ist die Verortung auf der Österreichischen Karte (ÖK 50) eindeutig falsch. Dort ist ein Gipfelkreuz eingezeichnet und es wird eine Höhe von 2742 m angegeben (). Im AVF wird dieser Punkt als Krone bezeichnet und stellt den östlichsten Kulminationspunkt des Kellerwandgrates dar.

## Umgebung
Der Kollinkofel hat nur wenige direkte bedeutende Nachbarberge. Westlich, im Verlauf des Kellerwandgrates, liegen die Gipfel der Kellerspitzen (Creta delle Chianevate, östlicher Hauptgipfel mit 2769 Metern der westliche Nebengipfel mit 2718 Metern Höhe). Im Osten liegt, getrennt durch die sogenannte Grüne Schneide (Cresta verde, eine mit Gras bewachsene Einsattelung auf 2086 m), der 2238 Meter hohe Frischenkofel, auch Cellon (Creta di Collinetta) genannt. Nächste bedeutende Siedlungen sind auf italienischer Seite Timau im Val Grande, das knapp 8 Kilometern Luftlinie in östlicher Richtung liegt und Kötschach-Mauthen 9 Kilometer im Nordosten. Die Plöckenpass-Straße verläuft etwa 2,5 Kilometer im Osten.

## Geschichte
Zuerst bestiegen wurde der Kollinkofel im Jahr 1860 von Adam Riebler, dem Älteren, Th. Bucher und F. Stramitzer über das Eiskar vom Valentintal aus. Am 22. September 1862 bestiegen Edmund von Mojsisovics und A. Waldner aus Dellach, geführt von dem namentlich nicht genannten Schmied aus Mauthen, der den Gipfel anlässlich von Jagden bereits mehrmals erreicht hatte, den Berg erneut mit dem Ziel, ihn zu überschreiten und zu den benachbarten Kellerspitzen zu gelangen. Man brach um 4 Uhr morgens vom Plöckenhaus am Plöckenpass auf. Carl Diener schreibt: „Der Grat, der von hier in westlicher Richtung zur höchsten Spitze der Kellerwand streicht, schien Dr. E. von Mojsisovics ohne künstliche Hilfsmittel unübersteiglich.“ Die Gruppe stieg daher nach zwei Stunden auf gleichem Weg wieder ab, verirrte sich aber wegen aufziehendem Nebel und erreichte die Obere Collinalpe erst gegen 14 Uhr. Auch Paul Grohmann mit seinem Bergführer Nicolò Sottocorona gelang es am 20. Juli 1867 nicht, die Kellerspitzen zu erreichen. Sie mussten vom Kollinkofel ebenfalls auf gleichem Weg absteigen.

## Stützpunkte und Routen
E. v. Mojsisovics Route vom Plöckenpass über die Obere Collinalpe und den Südostrücken ist auch heute noch der Normalweg, also der leichteste Anstieg, der laut Literatur an einigen Stellen den Schwierigkeitsgrad UIAA I aufweist. Die Gehzeit beträgt etwa 3 bis 4 Stunden. Als Stützpunkt von Süden aus kann das Rifugio Giovanni e Olinto Marinelli auf 2120 Metern Höhe, östlich oberhalb von Collina dienen. Auf den Kollinkofel führen jedoch auch ernste Kletterrouten in den Schwierigkeitsgraden UIAA II am Ostgrat und bis zu VI+/A0 in der sogenannten Via Asterix durch die Südwestwand.